# Aleksiej Sorokin (admirał)
Aleksiej Iwanowicz Sorokin, ros. Алексе́й Ива́нович Соро́кин (ur. 28 marca 1922 w Kiriłłowce, zm. 4 marca 2020 w Moskwie) – radziecki dowódca wojskowy, admirał floty.
W czasie II wojny światowej był w stopniu porucznika moździerzystą. Od 1952 pełnił służbę w aparacie politycznym, najpierw we flocie Oceanu Spokojnego, od 1969 w Głównym Zarządzie Politycznym (ros. ГлавПУР).
Od 1980 do 1981 był członkiem Rady Wojskowej – Szefem Zarządu Politycznego Marynarki Wojennej, następnie do 1989 – pierwszym zastępcą Szefa Głównego Zarządu Politycznego Armii Radzieckiej i Marynarki Wojennej.
16 lutego 1988 awansowany do stopnia admirała floty.
Były generalny inspektor Ministerstwa Obrony Federacji Rosyjskiej.

## Odznaczenia
- Order Honoru (27 lutego 2012)[2]
- Order Lenina
- Order Rewolucji Październikowej
- Order Wojny Ojczyźnianej I klasy (dwukrotnie)
- Order Wojny Ojczyźnianej II klasy
- Order Czerwonego Sztandaru Pracy
- Order Czerwonej Gwiazdy (dwukrotnie)
- Order „Za służbę Ojczyźnie w Siłach Zbrojnych ZSRR” III klasy
- Order „Znak Honoru”